# Panicum effusum
Panicum effusum ist eine Pflanzenart aus der Gattung Rispenhirsen (Panicum). Sie ist in Australien und Neuguinea heimisch. Diese Grasart erlangte Nachrichtenwert, als sich im Februar 2016 große Mengen der als Steppenläufer ausgebreiteten Rispen in der australischen Kleinstadt Wangaratta meterhoch ablagerten und dadurch den Bewohnern lästig wurden.

## Beschreibung

### Vegetative Merkmale
Panicum effusum ist eine ausdauernde krautige Pflanze, die Wuchshöhen von 20 bis 70 Zentimeter erreicht. Es handelt sich um ein büschelig wachsendes Gras mit kurzen Rhizomen. Die Halme sind manchmal verzweigt, aufrecht, hohl und am Grund nicht aufgeblasen. Die Knoten sind bärtig. Die unteren Blattscheiden sind zottig behaart, die anderen höckerig-rau mit kahlen Rändern. Das Blatthäutchen (Ligula) ist ein Kranz aus 0,5 bis 1 Millimeter langen Wimpern. Die behaarte, grüne, flache oder eingerollte Blattspreite ist linealisch und misst 9 bis 29 Zentimeter × 1 bis 4 Millimeter. Der spärlich kammförmig bewimperte Grund verschmälert sich allmählich in die Blattscheide. Auf der Spreitenunterseite sind meist fünf bis sieben Nerven schwach erkennbar.

### Generative Merkmale
Als Blütenstand wird eine 20 bis 42 Zentimeter lange und 14 bis 35 Zentimeter breite, weit ausgebreitete Rispe gebildet, die reif abbricht und durch den Wind verbreitet wird. Die kahle Hauptachse ist glatt oder oberwärts leicht rau. Die drüsenlosen Rispenäste tragen am Grund keine Ährchen, der unterste Ast steht einzeln und wird 12 bis 20 Zentimeter lang. Die leicht rauen Ährchenstiele sind mit 2 bis 10 Millimetern kürzer bis länger als die Ährchen. Die reif weit offenen, einzeln oder paarweise angeordneten, zweiblütigen Ährchen sind 2,1 bis 2,25 Millimeter lang und zugespitzt. Zwischen den beiden Hüllspelzen befindet sich kein deutliches Internodium. Die untere Hüllspelze ist eiförmig, mit 1,1 bis 1,4 Millimetern Länge 0,5 bis 0,6-mal so lang wie das Ährchen, zugespitzt und besitzt einen bis drei (bis fünf) Nerven, von denen die seitlichen nur undeutlich zu erkennen sind. Die obere Hüllspelze ist wie die erste Deckspelze zugespitzt und kahl, 2,05 bis 2,2 Millimeter lang und besitzt fünf bis sieben Nerven ohne Querverbindungen. Das untere Blütchen ist unfruchtbar; die Deckspelze besitzt sieben bis neun Nerven, die durch quer verlaufenden Nerven miteinander verbunden sind; die Vorspelze ist 0,5 bis 0,6-mal so lang wie die Deckspelze. Die Deckspelze des oberen, fruchtbaren Blütchens ist sitzend, 1,25 bis 2 Millimeter lang, breit elliptisch, kahl, glatt (in Australien auch winzig papillös), glänzend, mit stumpfer, gerader Spitze. Die drei Staubbeutel sind 1 bis 1,05 Millimeter lang.
Die Blütezeit liegt im südhemisphärischen Sommer, hauptsächlich von Oktober bis Mai.

## Ökologie
Nach Eintreten der Fruchtreife brechen die Blütenstände ab und werden als Steppenläufer durch den Wind ausgebreitet (Chamaechorie). Auch im an der Karosserie von Kraftfahrzeugen klebenden Schlamm kann eine Ausbreitung der Diasporen erfolgen. Die Früchte gehören zum Nahrungsspektrum der Schwarzbrustwachtel (Coturnix pectoralis).
Panicum effusum ist eine C4-Pflanze. Die Art ist trockenheitsertragend, aber frostempfindlich. Sein Wachstum wird durch Düngergaben nicht gefördert. Es verträgt nur leichte Beweidung.

## Vorkommen
Panicum effusum kommt in Australien häufig bis zerstreut in allen Bundesstaaten des Festlandes sowie in der Central Province im Südosten Neuguineas vor.
Als Standorte werden Straßenränder und andere gestörte Standorte sowie Eukalyptus-Savannen besiedelt. Dort ist es beispielsweise mit Eucalyptus moluccana, Eucalyptus tereticornis, Eucalyptus crebra, Melaleuca decora, Angophora floribunda, Eucalyptus albens und Eucalyptus melliodora vergesellschaftet.
Panicum effusum gedeiht auf mäßig bis wenig nährstoffreichen Lehmböden auf Tonschiefer, Konglomeraten und anderen Sedimenten und kommt im Norden seines Verbreitungsgebietes oft an zeitweise überfluteten Stellen vor. Auch salzhaltige Böden können besiedelt werden. Die besiedelten Höhenlagen liegen zwischen Meereshöhe und 1200 m. Die Jahresniederschläge liegen zwischen 600 und 1200 Millimeter. Panicum effusum gilt als Volllichtpflanze.

## Taxonomie
Der wissenschaftliche Name Panicum effusum wurde 1810 von Robert Brown erstveröffentlicht. Die Art hat die Synonyme: Panicum convallium F. Muell. und Panicum viale Chase.

## Wirtschaftliche Bedeutung
Panicum effusum bietet einen mäßigen bis hohen Futterwert für Schafe, kann aber, wenn es längere Zeit als Hauptfutter dient, Photodermatitis auslösen. Die als Steppenläufer verwehten Pflanzenteile bleiben häufig in Zäunen hängen.